# 托马什·加拉塞克
托马什·加拉塞克（1973年1月15日—），捷克足球运动员，司職中場，已退出職業球員生涯，退出前效力於德甲俱乐部慕遜加柏。

## 生平

### 球會
加拉塞克出身於捷克國內球會俄斯特拉发，但其球員生涯主要是在荷甲联赛中度過。他於1996年起加盟了荷蘭球會威廉二世，其間上陣了110場聯賽，取得12個入球。
至2000年他加盟了荷蘭聯賽班霸阿積士。這段期間是他成績最出色的年代──他贏得兩屆荷甲聯賽冠軍，並參與了歐洲聯賽冠軍盃，上陣26次。
2006年，加拉塞克加盟德甲球队纽伦堡。在德国效力了2年后，他于2008年自由转会返回俄斯特拉发。2008年底以自由转会方式重返德甲，与门兴格拉德巴赫签约至赛季结束。
加拉塞克協助门兴格拉德巴赫成功護級後一度宣佈退役，但於2009年8月31日加盟德國第五級巴伐利亚州高级联赛（Oberliga Bayern）的業餘球會埃尔朗根-布鲁克（Erlangen-Bruck），這球會距離加拉塞克在纽伦堡的家只有15分鐘火車車程。

### 國家隊
加拉塞克早於1995年已經為國家隊上陣。他在國際賽最佳成莫過於2004年歐洲國家盃，當屆捷克國家隊打入了四強。但此後他在國際賽成績已無以為繼。2006年世界盃和2008年歐洲國家盃时捷克均在小组赛出局。2008年6月，加拉塞克在欧洲杯结束后宣布退出国家队。

## 榮譽
- 荷甲聯賽冠軍：2002年、2004年；
- 德國足協盃：2007年；